# (2589) Daniel
(2589) Daniel es un asteroide perteneciente al cinturón de asteroides, descubierto el 22 de agosto de 1979 por Claes-Ingvar Lagerkvist desde el Observatorio de La Silla, Chile.

## Designación y nombre
Designado provisionalmente como 1979 QU2. Fue nombrado Daniel en honor a “Daniel” hijo del descubridor.